# Amentotaxus assamica
Amentotaxus assamica là một loài thực vật hạt trần trong họ Taxaceae. Loài này được D.K.Ferguson mô tả khoa học đầu tiên năm 1985.